# Lommel
Lommel er en by i Flandern i det nordlige Belgien. Byen ligger i provinsen Limburg, tæt ved grænsen til nabolandet Holland. Byen har 34.044(2018) indbyggere og et areal på 102,37 km².
På den tyske krigskirkegård i Lommel ligger mere end 39.000 faldne fra Vestfronten , primært fra Anden Verdenskrig. 